# Friedrich Bernhard Gottfried Nicolai

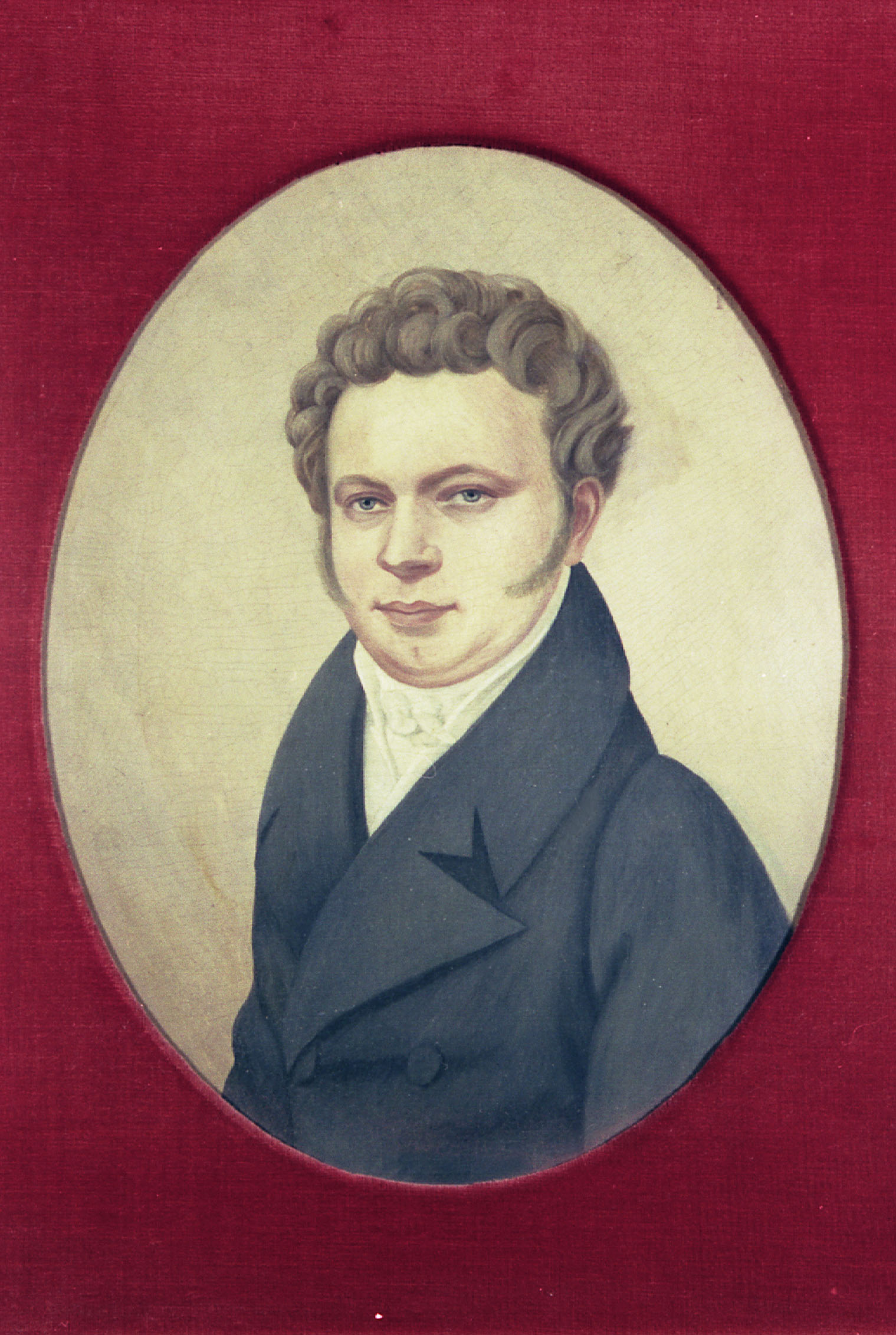
Porträt Friedrich B G Nicolai, Künstler C. Halm

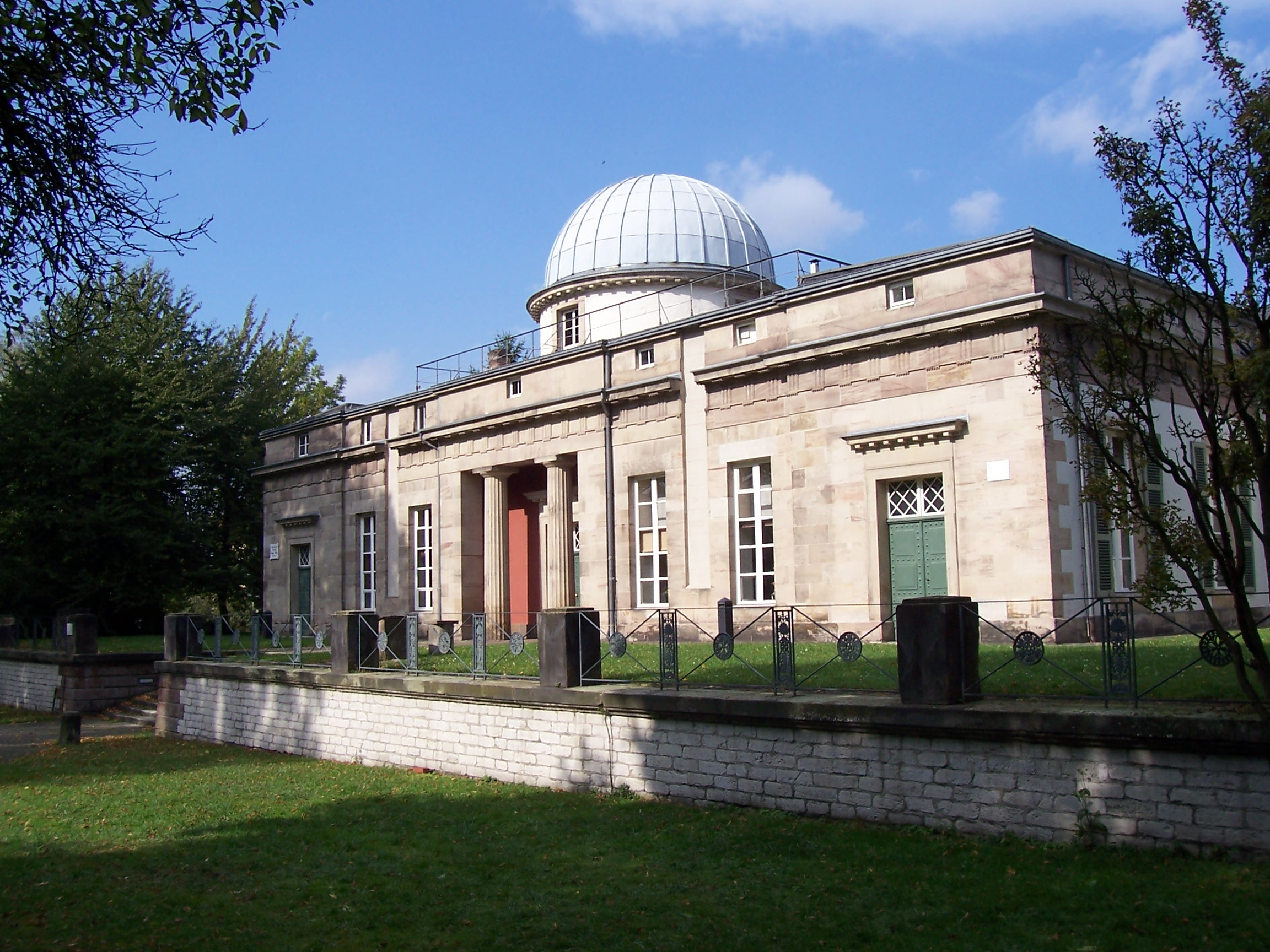
Sternwarte Göttingen

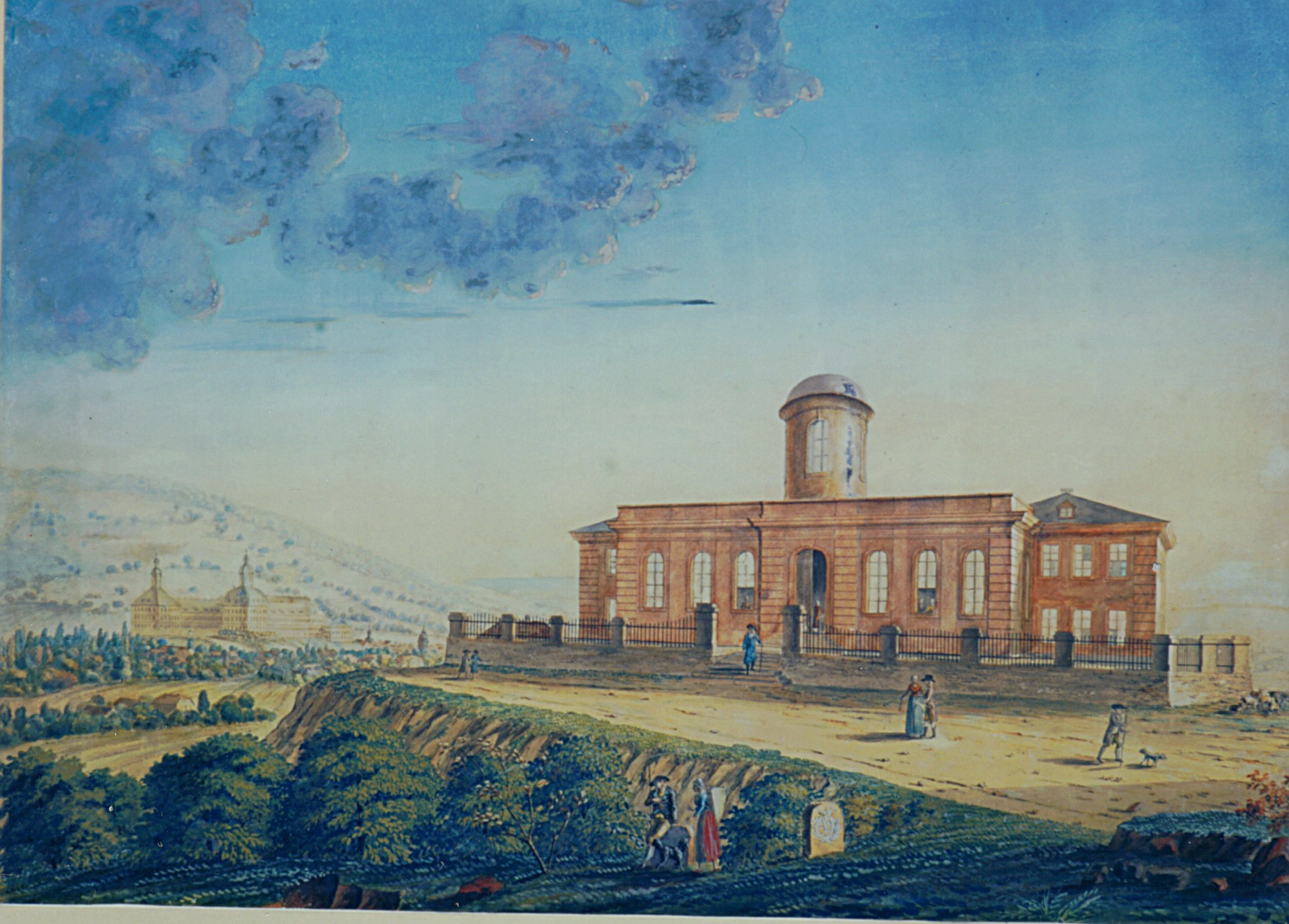
Seeberger Sternwarte

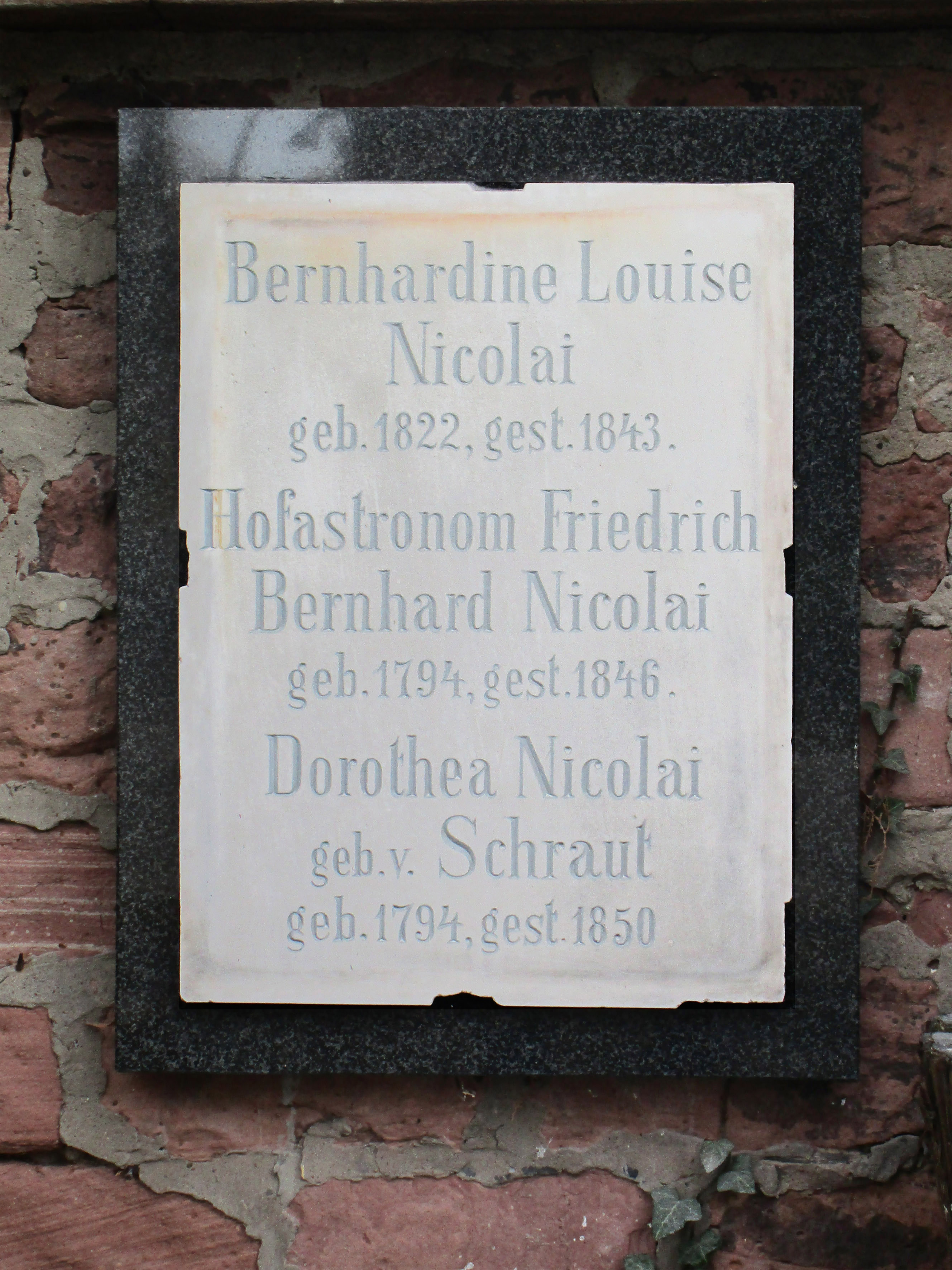
Original-Grabplatte

Friedrich Bernhard Gottfried Nicolai (* 25. Oktober 1793 in Braunschweig; † 4. Juni 1846 in Mannheim) war ein deutscher Astronom.

## Werdegang
Nicolai kam 1811 nach Göttingen und studierte zunächst ein Semester Theologie, wandte sich aber dann der Mathematik zu. Gemeinsam mit Johann Franz Encke studierte er bei Carl Friedrich Gauß.
1812 berechnete er auf Anweisung von Gauß die eulersche Konstante mit Hilfe der eulerschen Summenformel auf 40 Dezimalstellen durch zwei unabhängige Rechnungen.
Als Bernhard von Lindenau in den Befreiungskrieg zog, wurde Nicolai 1813 zum Adjunkt an die Seeberg-Sternwarte bei Gotha berufen und erhielt dort seine Ausbildung zum Astronomen. Noch im gleichen Jahr wurde er zum Vizedirektor bestellt. Er besorgte die Geschäfte der Seeberger Sternwarte bis zur Rückkehr Lindenaus. Er war anschließend an der Sternwarte Göttingen bei Gauß tätig. Zwischen ihm und Gauß bestand ein herzliches Verhältnis.
Nicolai’s Rechentalent war überall sehr geschätzt und der sonst „sehr im Lobe karge“ Gauß nennt ihn einen „iuvenem in calculis perficiendis indefessum“.
Seinem Briefwechsel mit Gauß sind interessante Einzelheiten über die Seeberger Sternwarte zu entnehmen. So berichtete er gleich nach seiner Ankunft über die Verhältnisse beim Einmarsch der Franzosen im Kriegsjahr 1813. Zunächst hatten diese wegen Nebels die Sternwarte nicht entdeckt. Am zweiten Tage stürmten aber 30 Franzosen die Sternwartengebäude, plünderten und vertrieben Lindenau, der im Schlafrock und Pantoffeln die Flucht in die Stadt antreten musste.
In einem weiteren Brief berichtete er über die Beschreibungen, die ihm der Hausdiener Hartung über den Aufbau der Sternwarte machte. So erfuhr er den riesigen Aufwand, der allein für die Herbeischaffung einer steinernen Grundplatte für die Instrumentenpfeiler betrieben werden musste. Ein speziell angefertigter Wagen beförderte diese in einer fünftägigen Fahrt, bespannt mit Dutzenden von Pferden und Ochsen, auf den Seeberg.
(Die Briefe sind in der Universitätsbibliothek Göttingen vorhanden).

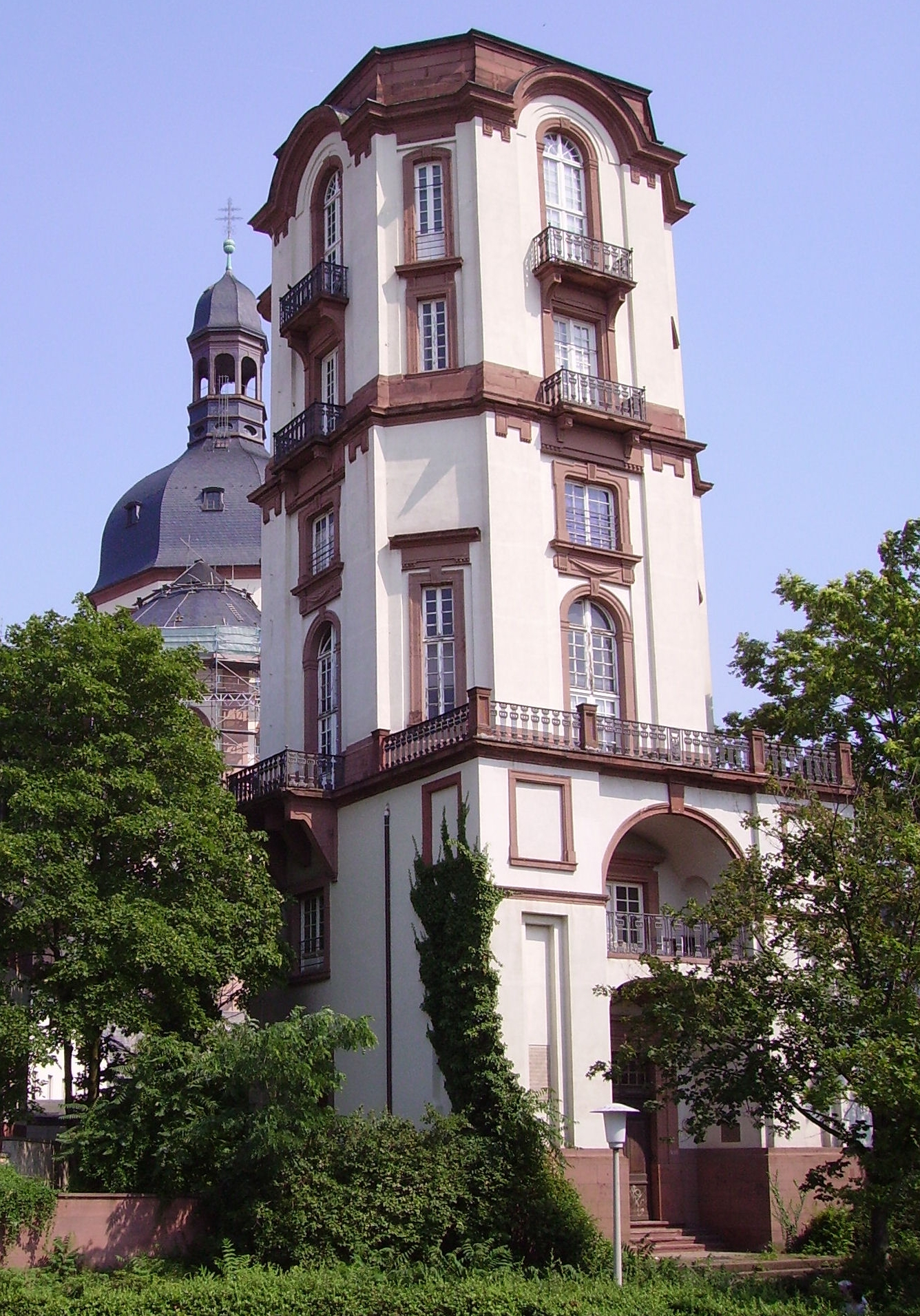
Ehemaliger Sternwartenturm in Mannheim

1816 folgte er, inzwischen zum Abschied zum Professor ernannt, auf Vorschlag von Johann Georg von Soldner einer Berufung an die Mannheimer Sternwarte. Johann Ludwig Klüber beschreibt im Frühjahr 1816 bei seinem Besuch auf der Seeberger Sternwarte den erst 22-jährigen Nicolai so:

„Das Äußere von Herrn Nicolai trägt Merkmale einer festen, blühenden Gesundheit, eines aufgeweckten heiteren Gemüths, eines tätigen und schnell fassbaren Geistes.“

Ende März 1818 besuchte er die Seeberger Sternwarte, um dort einen Kometen und die Sonnenfinsternis am 5. Mai 1818 zu beobachten. Seit 1821 oblag ihm auch die Erhebung meteorologischer Daten für den Landwirtschaftlichen Verein Baden. 1822 heiratete er die Witwe des Großherzoglich-Hessischen Obristen Graf von Leiningen, Gräfin Dorothea Franziska von Leiningen. Mit ihr hatte er vier Kinder: Karl, August, Amalie und Auguste.
Er war mit dem Mannheimer Hofgerichtsrat und Amateurmathematiker Conrad von Heiligenstein (1774–1849) befreundet, sie haben zusammen Marsbahnen berechnet und die Logarithmentafeln von Adriaan Vlacq und Henry Briggs für den praktischen Gebrauch eingerichtet.
Bis zu seinem frühzeitigen Tod arbeitete er als theoretischer und beobachtender Astronom auf der Sternwarte. Seine Ergebnisse veröffentlichte er in den inzwischen von Heinrich Christian Schumacher herausgegebenen Astronomischen Nachrichten.

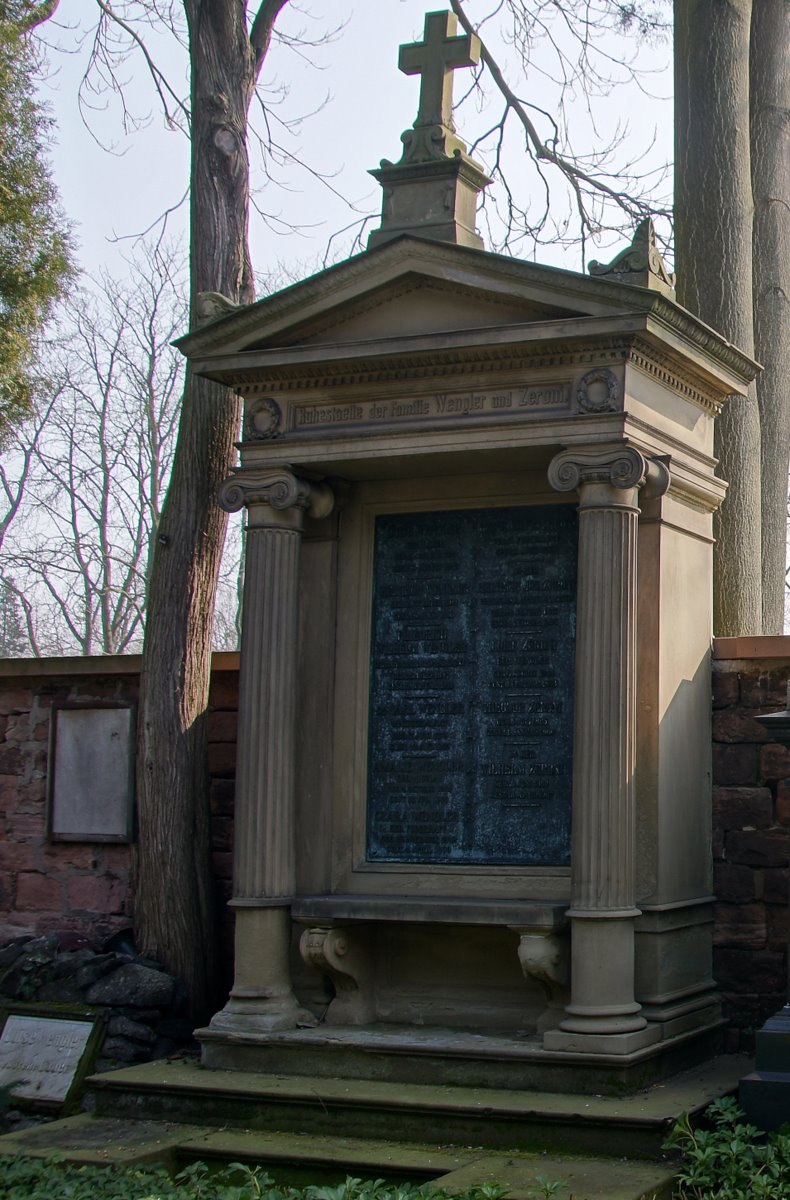
Nicolais Grab in Mannheim

Er starb 1846 im Alter von 52 Jahren an den Folgen eines Schlaganfalls. Sein Grab befindet sich auf dem Hauptfriedhof in Mannheim.
Der Mondkrater Nicolai wurde 1935 durch die IAU nach ihm benannt.